# Sphagnum affine
Sphagnum affine Ren. & Card. è un muschio della famiglia Sphagnaceae, diffuso sull'Himalaya.